# Primera División femenina de fútbol sala 2010-11
La temporada 2010-11 de Primera División fue la 17.ª edición de la máxima categoría de la Primera División de fútbol sala femenino de España. La competición se disputa anualmente, empezando a finales del mes de agosto o principios de septiembre, y terminando en el mes de mayo o junio del siguiente año.
La Primera División consta de un grupo único integrado por dieciséis equipos. Siguiendo un sistema de liga, los dieciséis equipos se enfrentan todos contra todos en dos ocasiones -una en campo propio y otra en campo contrario- sumando un total de 30 jornadas. El orden de los encuentros se decide por sorteo antes de empezar la competición. La clasificación final se establece con arreglo a los puntos totales obtenidos por cada equipo al finalizar el campeonato. Los equipos obtienen tres puntos por cada partido ganado, un punto por cada empate y ningún punto por los partidos perdidos. El equipo que más puntos sume al final del campeonato será proclamado campeón de Liga.
El Campillos decidió retirarse de la competición a partir de la jornada 14, así que todos los equipos que se tendrían que enfrentar a él se les dio ganado los partidos por 7 a 0.

## Equipos participantes

### Equipos por comunidades autónomas
| Comunidad autónoma   | N.º | Equipos                                                                       |
| -------------------- | --- | ----------------------------------------------------------------------------- |
| Comunidad de Madrid  | 4   | FSF Móstoles, Atlético Madrid Navalcarnero, VP Soto del Real AD Alcorcón FSF. |
| Galicia              | 3   | Ponte Ourense, Cidade de As Burgas F. S., Burela F. S.                        |
| Andalucía            | 2   | Cajasur Córdoba y Campillos.                                                  |
| Comunidad Valenciana | 1   | Femesala Elche.                                                               |
| La Rioja             | 1   | Diamante Rioja.                                                               |
| Región de Murcia     | 1   | UCAM Murcia.                                                                  |
| Castilla y León      | 1   | Valladolid.                                                                   |
| Cataluña             | 1   | Gironella.                                                                    |
| Aragón               | 1   | Natudelia Zaragoza.                                                           |
| Navarra              | 1   | Lacturale Orvina.                                                             |

## Información de los equipos
| Club                         | Ciudad        | Comunidad Autónoma   | Entrenador/a         | Pabellón                            | Aforo |
| ---------------------------- | ------------- | -------------------- | -------------------- | ----------------------------------- | ----- |
| Ponte Ourense FSF            | Orense        | Galicia              | Manuel Castillo      | Los Remedios                        | 2.500 |
| Atlético Madrid Navalcarnero | Navalcarnero  | Comunidad de Madrid  | Ángel Moreno         | La Estación                         | 1.500 |
| Cajasur Deportivo Córdoba FS | Córdoba       | Andalucía            | David Díaz           | P.M.D. Vistalegre                   | 3.500 |
| FSF Móstoles                 | Móstoles      | Comunidad de Madrid  | David Zamorano       | Villafontana                        | 450   |
| Femesale Elche               | Elche         | Comunidad Valenciana | Maravillas Sansano   | Esperanza Lag                       | 2.000 |
| CD Burela FS Pescados Rubén  | Burela        | Galicia              | Javier Pardeiro      | Vista Alegre                        | 1.400 |
| C Queralt Gironella          | Gironella     | Cataluña             | Xavier Passarrius    | Mun. de Gironella                   |       |
| CV Soto del Real FSF         | Soto del Real | Comunidad de Madrid  | Carlos Mayorga       | Mun.Soto del Real                   |       |
| Lacturale Gurpea Orvina KE   | Pamplona      | Navarra              | Leandro Fernández    | Ezkaba                              |       |
| Diamante Logroño             | Logroño       | La Rioja             | Leandro Álvarez      | Palacio de los Deportes de La Rioja | 4.000 |
| Cidade de As Burgas FS       | Orense        | Galicia              | Manolo Codeso        | Los Remedios                        | 2.500 |
| Valladolid FS                | Valladolid    | Castilla y León      | Paco Mellado         | Pilar Fernández Valderrama          | 1.545 |
| Natudelia.com Zaragoza       | Zaragoza      | Aragón               | Luis Ángel Corredera | La Granja                           |       |
| FS Ciudad de Alcorcón        | Alcorcón      | Comunidad de Madrid  | Iván Labrado         | Santo Domingo                       |       |
| CD Campillos                 | Campillos     | Andalucía            | Miguel Mora          | Gerardo Fernández                   |       |
| UCAM Murcia                  | Murcia        | Región de Murcia     | Miguel Sánchez       | Infante Juan Manuel                 |       |

### Cambios de entrenadores
| Equipo                       | Entrenador (Jornadas)  | Fecha de vacante       | Posición en la tabla | Entrenador entrante    | Fecha de nombramiento   |
| ---------------------------- | ---------------------- | ---------------------- | -------------------- | ---------------------- | ----------------------- |
| Atlético Madrid Navalcarnero | Ángel Moreno (1-8)     | 8 de noviembre de 2010 | 4.º                  | Alberto Mendoza (9-20) | 10 de noviembre de 2010 |
| Atlético Madrid Navalcarnero | Alberto Mendoza (9-20) | 28 de febrero de 2010  | 3.º                  | Emilio López (23- )    | 21 de marzo de 2010     |

## Clasificación
|                                          |     | Equipos                      | PJ | G  | E | P  | GF  | GC  | Dif. | Pts. |
| ---------------------------------------- | --- | ---------------------------- | -- | -- | - | -- | --- | --- | ---- | ---- |
|                                          | 1.  | Ponte Ourense                | 30 | 28 | 1 | 1  | 144 | 21  | +109 | 85   |
|                                          | 2.  | FSF Móstoles                 | 30 | 25 | 2 | 3  | 128 | 58  | +70  | 77   |
|                                          | 3.  | Atlético Madrid Navalcarnero | 30 | 16 | 7 | 7  | 135 | 85  | +50  | 55   |
|                                          | 4.  | Burela FS                    | 30 | 16 | 7 | 7  | 114 | 77  | +37  | 55   |
|                                          | 5.  | Deportivo Córdoba FS         | 30 | 16 | 5 | 9  | 148 | 98  | +50  | 53   |
|                                          | 6.  | Rioja Diamante               | 30 | 16 | 4 | 10 | 102 | 80  | +22  | 52   |
|                                          | 7.  | Gironella                    | 30 | 14 | 5 | 11 | 104 | 76  | +28  | 47   |
|                                          | 8.  | Natudelia.com Zaragoza       | 30 | 13 | 3 | 14 | 115 | 110 | +5   | 42   |
|                                          | 9.  | Cidade de As Burgas FS       | 30 | 12 | 6 | 12 | 98  | 93  | +5   | 42   |
|                                          | 10. | Valladolid FSF               | 30 | 13 | 3 | 14 | 102 | 100 | +2   | 42   |
|                                          | 11. | Femesale Elche               | 30 | 10 | 4 | 16 | 88  | 96  | -8   | 34   |
|                                          | 12. | Soto del Real                | 30 | 10 | 0 | 20 | 82  | 127 | -45  | 30   |
|                                          | 13. | Lacturale Orvina             | 30 | 8  | 5 | 17 | 75  | 119 | -44  | 29   |
|                                          | 14. | UCAM Murcia                  | 30 | 8  | 4 | 18 | 64  | 100 | -36  | 28   |
|                                          | 15. | Ciudad de Alcorcón           | 30 | 5  | 2 | 23 | 77  | 127 | -50  | 17   |
|                                          | 16. | Campillos                    | 30 | 1  | 0 | 29 | 17  | 212 | -195 | 0    |
| Última actualización: 28 de mayo de 2011 |     |                              |    |    |   |    |     |     |      |      |

|  | Campeón de Liga y clasificado para la Copa de España 2011 |
|  | Clasificado para la Copa de España 2011                   |
|  | Descendido a Segunda División 2011-12                     |

|                                 |
| Bandera de Galicia              |
| Campeón Ponte Ourense 1º título |

### Evolución de la clasificación
| Equipo / Jornada        | 1  | 2  | 3  | 4  | 5  | 6  | 7  | 8  | 9  | 10 | 11 | 12 | 13 | 14 | 15 | 16 | 17 | 18 | 19 | 20 | 21 | 22 | 23 | 24 | 25 | 26 | 27 | 28 | 29 | 30 |
| Equipo / Jornada        |    |    |    |    |    |    |    |    |    |    |    |    |    |    |    |    |    |    |    |    |    |    |    |    |    |    |    |    |    |    |
| ----------------------- | -- | -- | -- | -- | -- | -- | -- | -- | -- | -- | -- | -- | -- | -- | -- | -- | -- | -- | -- | -- | -- | -- | -- | -- | -- | -- | -- | -- | -- | -- |
| Ponte Ourense           | 6  | 3  | 3  | 2  | 1  | 1  | 2  | 2  | 2  | 2  | 2  | 2  | 2  | 2  | 2  | 2  | 2  | 2  | 2  | 2  | 2  | 2  | 2  | 1  | 1  | 1  | 1  | 1  | 1  | 1  |
| FSF Móstoles            | 1  | 4  | 2  | 3  | 2  | 2  | 1  | 1  | 1  | 1  | 1  | 1  | 1  | 1  | 1  | 1  | 1  | 1  | 1  | 1  | 1  | 1  | 1  | 2  | 2  | 2  | 2  | 2  | 2  | 2  |
| At. Madrid Navalcarnero | 5  | 2  | 4  | 4  | 4  | 3  | 3  | 4  | 4  | 4  | 4  | 4  | 5  | 5  | 5  | 5  | 3  | 3  | 3  | 3  | 3  | 3  | 3  | 4  | 4  | 4  | 4  | 3  | 4  | 3  |
| Burela FS               | 16 | 16 | 11 | 9  | 11 | 7  | 7  | 8  | 7  | 6  | 6  | 5  | 4  | 4  | 4  | 4  | 5  | 4  | 4  | 5  | 4  | 4  | 4  | 3  | 3  | 3  | 3  | 4  | 3  | 4  |
| Deportivo Córdoba       | 3  | 9  | 8  | 10 | 6  | 8  | 6  | 6  | 8  | 9  | 8  | 7  | 8  | 10 | 11 | 11 | 11 | 11 | 10 | 9  | 8  | 7  | 6  | 6  | 7  | 5  | 5  | 5  | 5  | 5  |
| Rioja Diamante          | 9  | 14 | 16 | 12 | 8  | 10 | 9  | 9  | 9  | 10 | 10 | 10 | 11 | 11 | 10 | 10 | 7  | 7  | 6  | 6  | 6  | 5  | 5  | 5  | 5  | 6  | 6  | 6  | 6  | 6  |
| Gironella               | 4  | 6  | 10 | 13 | 12 | 13 | 12 | 11 | 10 | 8  | 9  | 8  | 9  | 7  | 6  | 7  | 9  | 10 | 11 | 11 | 11 | 11 | 10 | 9  | 9  | 9  | 8  | 7  | 7  | 7  |
| Zaragoza                | 7  | 7  | 7  | 7  | 7  | 9  | 8  | 7  | 6  | 5  | 5  | 6  | 6  | 6  | 7  | 8  | 10 | 9  | 9  | 8  | 7  | 8  | 8  | 7  | 6  | 8  | 9  | 8  | 8  | 8  |
| Cidade As Burgas        | 11 | 5  | 5  | 6  | 9  | 6  | 10 | 10 | 11 | 12 | 11 | 11 | 7  | 8  | 8  | 9  | 8  | 8  | 8  | 10 | 10 | 10 | 9  | 10 | 10 | 10 | 10 | 10 | 10 | 9  |
| Valladolid FSF          | 12 | 8  | 9  | 5  | 5  | 5  | 4  | 3  | 3  | 3  | 3  | 3  | 3  | 3  | 3  | 3  | 4  | 5  | 5  | 4  | 5  | 6  | 7  | 8  | 8  | 7  | 7  | 9  | 9  | 10 |
| Femesala Elche          | 2  | 1  | 1  | 1  | 3  | 4  | 5  | 5  | 5  | 7  | 7  | 9  | 10 | 9  | 9  | 6  | 6  | 6  | 7  | 7  | 9  | 9  | 11 | 11 | 11 | 11 | 11 | 11 | 11 | 11 |
| VP Soto del Real        | 13 | 10 | 6  | 8  | 10 | 11 | 11 | 12 | 12 | 11 | 12 | 13 | 14 | 13 | 13 | 14 | 12 | 12 | 12 | 12 | 12 | 12 | 12 | 13 | 12 | 12 | 12 | 12 | 12 | 12 |
| Lacturale Orvina        | 14 | 12 | 15 | 16 | 16 | 15 | 15 | 14 | 14 | 13 | 13 | 14 | 12 | 12 | 12 | 12 | 13 | 14 | 15 | 15 | 15 | 14 | 14 | 14 | 14 | 14 | 13 | 13 | 13 | 13 |
| UCAM Murcia             | 15 | 13 | 13 | 15 | 15 | 12 | 13 | 13 | 13 | 14 | 15 | 15 | 15 | 15 | 15 | 15 | 15 | 15 | 13 | 13 | 13 | 13 | 13 | 12 | 13 | 13 | 14 | 14 | 14 | 14 |
| Ciudad Alcorcón         | 10 | 15 | 14 | 11 | 13 | 14 | 14 | 15 | 15 | 15 | 14 | 12 | 13 | 14 | 14 | 13 | 14 | 13 | 14 | 14 | 14 | 15 | 15 | 15 | 15 | 15 | 15 | 15 | 15 | 15 |
| Campillos               | 8  | 11 | 12 | 14 | 14 | 16 | 16 | 16 | 16 | 16 | 16 | 16 | 16 | 16 | 16 | 16 | 16 | 16 | 16 | 16 | 16 | 16 | 16 | 16 | 16 | 16 | 16 | 16 | 16 | 16 |

## Resultados
Los horarios corresponden a la CET (Hora Central Europea) UTC+1 en horario estándar y UTC+2 en horario de verano.
| Ponte Ourense                | 3 - 1 | Valladolid FSF           | 18 de septiembre | 17:00 | Los Remedios      | 250 |
| UCAM Murcia                  | 0 - 3 | C. Queralt Gironella     | 18 de septiembre | 17:30 | Infante           | 100 |
| Diamante Rioja               | 5 - 6 | Natudelia.com Zaragoza   | 18 de septiembre | 18:00 | Pal. Deportes     | 100 |
| VP Soto del Real             | 2 - 5 | Femesala Elche           | 18 de septiembre | 18:00 | Mun. Soto Real    | 150 |
| Cajasur Córdoba              | 4 - 1 | Lacturale Orvina         | 18 de septiembre | 18:30 | PDM Vista Alegre  | 150 |
| Móstoles Cospusa             | 6 - 2 | Burela FS Pescados Rubén | 18 de septiembre | 18:30 | Villafontana      | 500 |
| Campillos                    | 3 - 2 | Ciudad de Alcorcón       | 18 de septiembre | 19:00 | Gerardo Fernández | 250 |
| Atlético Madrid Navalcarnero | 4 - 2 | Cidade de As Burgas      | 19 de septiembre | 18:00 | La Estación       | 300 |

| Cidade de As Burgas      | 7 - 3  | Cajasur Córdoba              | 25 de septiembre | 17:00 | Los Remedios               | 300 |
| C. Queralt Gironella     | 2 - 3  | Móstoles Cospusa             | 25 de septiembre | 18:00 | Mun. Gironella             | 450 |
| Burela FS Pescados Rubén | 1 - 5  | Ponte Ourense                | 25 de septiembre | 18:30 | Vista Alegre               | 250 |
| Natudelia.com Zaragoza   | 2 - 3  | VP Soto del Real             | 25 de septiembre | 18:30 | La Granja                  | 200 |
| Femesala Elche           | 12 - 1 | Campillos                    | 25 de septiembre | 19:00 | Esperanza Lag              | 500 |
| Lacturale Orvina         | 2 - 2  | UCAM Murcia                  | 25 de septiembre | 19:30 | Ezkaba                     | 250 |
| Ciudad de Alcorcón       | 1 - 6  | Atlético Madrid Navalcarnero | 25 de septiembre | 20:00 | Santo Domingo              | 200 |
| Valladolid FSF           | 3 - 1  | Diamante Rioja               | 26 de septiembre | 12:30 | Pilar Fernández Valderrama | 200 |

| Ponte Ourense                | 4 - 1 | C. Queralt Gironella     | 2 de octubre | 17:00 | Los Remedios     | 250 |
| Diamante Rioja               | 3 - 5 | Burela FS Pescados Rubén | 2 de octubre | 18:00 | Pal. Deportes    | 100 |
| UCAM Murcia                  | 0 - 1 | Cidade de As Burgas      | 2 de octubre | 18:00 | Infante          | 100 |
| Atlético Madrid Navalcarnero | 4 - 5 | Femesala Elche           | 2 de octubre | 18:00 | La Estación      | 300 |
| VP Soto del Real             | 7 - 3 | Campillos                | 2 de octubre | 18:00 | Mun. Soto Real   | 300 |
| Natudelia.com Zaragoza       | 5 - 4 | Valladolid FSF           | 2 de octubre | 18:30 | La Granja        | 100 |
| Móstoles Cospusa             | 6 - 1 | Lacturale Orvina         | 2 de octubre | 18:30 | Villafontana     | 450 |
| Cajasur Córdoba              | 3 - 3 | Ciudad de Alcorcón       | 2 de octubre | 18:30 | PDM Vista Alegre | 150 |

| Cidade de As Burgas      | 2 - 3 | Móstoles Cospusa             | 9 de octubre  | 17:00 | Los Remedios      | 350 |
| Femesala Elche           | 5 - 4 | Cajasur Córdoba              | 9 de octubre  | 18:00 | Esperanza Lag     | 300 |
| C. Queralt Gironella     | 1 - 3 | Diamante Rioja               | 9 de octubre  | 18:00 | Mun. Gironella    | 300 |
| Burela FS Pescados Rubén | 5 - 2 | Natudelia.com Zaragoza       | 9 de octubre  | 18:30 | Vista Alegre      | 250 |
| Campillos                | 0 - 8 | Atlético Madrid Navalcarnero | 9 de octubre  | 19:00 | Gerardo Fernández | 100 |
| Lacturale Orvina         | 0 - 4 | Ponte Ourense                | 9 de octubre  | 19:30 | Ezkaba            | 150 |
| Ciudad de Alcorcón       | 3 - 0 | UCAM Murcia                  | 9 de octubre  | 20:00 | Santo Domingo     |     |
| Valladolid FSF           | 5 - 1 | VP Soto del Real             | 10 de octubre | 12:30 | Huerta del Rey    |     |

| Diamante Rioja         | 4 - 0  | Lacturale Orvina             | 12 de octubre | 12:00 | Pal. Deportes         | 150  |
| Ponte Ourense          | 3 - 1  | Cidade de As Burgas          | 12 de octubre | 12:00 | Los Remedios          | 1300 |
| Valladolid FSF         | 5 - 2  | Burela FS Pescados Rubén     | 12 de octubre | 12:30 | Pilar Fdez Valderrama | 200  |
| UCAM Murcia            | 2 - 2  | Femesala Elche               | 12 de octubre | 12:30 | Infante               | 300  |
| VP Soto del Real       | 1 - 2  | Atlético Madrid Navalcarnero | 12 de octubre | 18:00 | Mun. Soto Real        | 200  |
| Natudelia.com Zaragoza | 2 - 2  | C. Queralt Gironella         | 12 de octubre | 18:30 | Mun. Alagón           | 200  |
| Cajasur Córdoba        | 14 - 0 | Campillos                    | 12 de octubre | 18:30 | PDM Vista Alegre      | 300  |
| Móstoles Cospusa       | 5 - 3  | Ciudad de Alcorcón           | 12 de octubre | 18:30 | Villafontana          | 800  |

| Cidade de As Burgas          | 4 - 2 | Diamante Rioja         | 16 de octubre | 17:00 | Los Remedios      | 200 |
| Femesala Elche               | 0 - 1 | Móstoles Cospusa       | 16 de octubre | 18:00 | Esperanza Lag     | 500 |
| Campillos                    | 2 - 5 | UCAM Murcia            | 16 de octubre | 18:00 | Gerardo Fernández | 300 |
| Atlético Madrid Navalcarnero | 6 - 5 | Cajasur Córdoba        | 16 de octubre | 18:00 | La Estación       | 300 |
| Burela FS Pescados Rubén     | 8 - 2 | VP Soto del Real       | 16 de octubre | 18:30 | Vista Alegre      | 250 |
| C. Queralt Gironella         | 1 - 3 | Valladolid FSF         | 16 de octubre | 18:30 | Mun. Gironella    | 250 |
| Lacturale Orvina             | 4 - 3 | Natudelia.com Zaragoza | 16 de octubre | 19:30 | Ezkaba            |     |
| Ciudad de Alcorcón           | 1 - 2 | Ponte Ourense          | 16 de octubre | 20:00 | Santo Domingo     | 100 |

| Diamante Rioja           | 3 - 1 | Ciudad de Alcorcón           | 23 de octubre | 16:00 | Lobete                | 150 |
| Ponte Ourense            | 6 - 5 | Femesala Elche               | 23 de octubre | 17:00 | Los Remedios          | 400 |
| UCAM Murcia              | 1 - 5 | Atlético Madrid Navalcarnero | 23 de octubre | 18:00 | Infante               | 200 |
| VP Soto del Real         | 3 - 6 | Cajasur Córdoba              | 23 de octubre | 18:00 | Mun. Soto Real        | 200 |
| Natudelia.com Zaragoza   | 6 - 4 | Cidade de As Burgas          | 23 de octubre | 18:30 | La Granja             | 150 |
| Móstoles Cospusa         | 8 - 2 | Campillos                    | 23 de octubre | 18:30 | Villafontana          | 400 |
| Burela FS Pescados Rubén | 4 - 4 | C. Queralt Gironella         | 24 de octubre | 12:30 | Vista Alegre          |     |
| Valladolid FSF           | 5 - 1 | Lacturale Orvina             | 24 de octubre | 12:30 | Pilar Fdez Valderrama | 150 |

| C. Queralt Gironella         | 5 - 1 | VP Soto del Real         | 6 de noviembre | 16:00 | Mun. Gironella    | 200 |
| Atlético Madrid Navalcarnero | 1 - 3 | Móstoles Cospusa         | 6 de noviembre | 17:00 | La Estación       | 500 |
| Cidade de As Burgas          | 1 - 8 | Valladolid FSF           | 6 de noviembre | 17:00 | Los Remedios      | 200 |
| Cajasur Córdoba              | 7 - 1 | UCAM Murcia              | 6 de noviembre | 18:00 | PDM Vista Alegre  | 300 |
| Femesala Elche               | 3 - 1 | Diamante Rioja           | 6 de noviembre | 19:00 | Esperanza Lag     | 400 |
| Campillos                    | 1 - 5 | Ponte Ourense            | 6 de noviembre | 19:00 | Gerardo Fernández | 150 |
| Lacturale Orvina             | 2 - 2 | Burela FS Pescados Rubén | 6 de noviembre | 19:30 | Ezkaba            | 300 |
| Ciudad de Alcorcón           | 2 - 6 | Natudelia.com Zaragoza   | 6 de noviembre | 20:00 | Santo Domingo     | 200 |

| Diamante Rioja           | 4 - 1 | Campillos                    | 13 de noviembre | 18:00 | Pal. Deportes              | 100 |
| VP Soto del Real         | 7 - 0 | UCAM Murcia                  | 13 de noviembre | 18:00 | Mun. Soto Real             | 200 |
| Burela FS Pescados Rubén | 5 - 4 | Cidade de As Burgas          | 13 de noviembre | 18:30 | Vista Alegre               | 250 |
| Natudelia.com Zaragoza   | 8 - 3 | Femesala Elche               | 13 de noviembre | 18:30 | La Granja                  | 200 |
| C. Queralt Gironella     | 9 - 3 | Lacturale Orvina             | 13 de noviembre | 18:30 | Mun. Gironella             | 300 |
| Móstoles Cospusa         | 5 - 4 | Cajasur Córdoba              | 13 de noviembre | 18:30 | Villafontana               | 500 |
| Ponte Ourense            | 3 - 1 | Atlético Madrid Navalcarnero | 13 de noviembre | 19:00 | Paco Paz                   | 200 |
| Valladolid FSF           | 9 - 1 | Ciudad de Alcorcón           | 14 de noviembre | 12:30 | Pilar Fernández Valderrama | 120 |

| Cidade de As Burgas          | 2 - 7 | C. Queralt Gironella     | 20 de noviembre | 17:00 | Los Remedios      | 350 |
| Campillos                    | 2 - 6 | Natudelia.com Zaragoza   | 20 de noviembre | 18:00 | Gerardo Fernández | 100 |
| Atlético Madrid Navalcarnero | 5 - 3 | Diamante Rioja           | 20 de noviembre | 18:00 | La Estación       | 200 |
| UCAM Murcia                  | 0 - 6 | Móstoles Cospusa         | 20 de noviembre | 18:00 | Infante           |     |
| Cajasur Córdoba              | 3 - 6 | Ponte Ourense            | 20 de noviembre | 18:30 | PDM Vista Alegre  | 400 |
| Femesala Elche               | 2 - 3 | Valladolid FSF           | 20 de noviembre | 19:00 | Esperanza Lag     | 300 |
| Lacturale Orvina             | 3 - 2 | VP Soto del Real         | 20 de noviembre | 19:30 | Ezkaba            | 250 |
| Ciudad de Alcorcón           | 0 - 5 | Burela FS Pescados Rubén | 20 de noviembre | 20:00 | Santo Domingo     | 100 |

| Diamante Rioja           | 3 - 3 | Cajasur Córdoba              | 27 de noviembre | 16:00 | Pal. Deportes              | 100 |
| Ponte Ourense            | 6 - 3 | UCAM Murcia                  | 27 de noviembre | 17:00 | Los Remedios               | 300 |
| C. Queralt Gironella     | 3 - 4 | Ciudad de Alcorcón           | 27 de noviembre | 18:00 | Mun. Gironella             | 300 |
| VP Soto del Real         | 1 - 5 | Móstoles Cospusa             | 27 de noviembre | 18:00 | Mun. Soto Real             | 200 |
| Natudelia.com Zaragoza   | 6 - 6 | Atlético Madrid Navalcarnero | 27 de noviembre | 18:30 | La Granja                  | 200 |
| Burela FS Pescados Rubén | 3 - 3 | Femesala Elche               | 27 de noviembre | 18:30 | Vista Alegre               | 500 |
| Lacturale Orvina         | 4 - 7 | Cidade de As Burgas          | 27 de noviembre | 19:30 | Ezkaba                     | 200 |
| Valladolid FSF           | 8 - 0 | Campillos                    | 28 de noviembre | 12:30 | Pilar Fernández Valderrama | 200 |

| Cidade de As Burgas          | 3 - 1 | VP Soto del Real         | 18 de diciembre | 17:00 | Los Remedios      | 250  |
| Atlético Madrid Navalcarnero | 4 - 4 | Valladolid FSF           | 18 de diciembre | 18:00 | La Estación       | 200  |
| UCAM Murcia                  | 1 - 7 | Diamante Rioja           | 18 de diciembre | 18:00 | Infante           | 100  |
| Femesala Elche               | 0 - 2 | C. Queralt Gironella     | 18 de diciembre | 18:30 | Esperanza Lag     | 400  |
| Cajasur Córdoba              | 6 - 3 | Natudelia.com Zaragoza   | 18 de diciembre | 18:30 | PDM Vista Alegre  | 200  |
| Campillos                    | 2 - 8 | Burela FS Pescados Rubén | 18 de diciembre | 19:00 | Gerardo Fernández | 100  |
| Ciudad de Alcorcón           | 7 - 2 | Lacturale Orvina         | 18 de diciembre | 20:00 | Santo Domingo     | 200  |
| Móstoles Cospusa             | 4 - 2 | Ponte Ourense            | 19 de diciembre | 13:00 | Villafontana      | 1000 |

| Cidade de As Burgas      | 5 - 2 | Ciudad de Alcorcón           | 8 de enero                            | 17:00                                 | Os Remedios                           | 250                                   |
| Diamante Rioja           | 2 - 4 | Móstoles Cospusa             | 8 de enero                            | 18:00                                 | Lobete                                | 250                                   |
| VP Soto del Real         | 0 - 7 | Ponte Ourense                | 8 de enero                            | 18:00                                 | Mun. Soto del Real                    | 100                                   |
| Burela FS Pescados Rubén | 3 - 2 | Atlético Madrid Navalcarnero | 8 de enero                            | 18:30                                 | Vista Alegre                          | 300                                   |
| Natudelia.com Zaragoza   | 4 - 1 | UCAM Murcia                  | 8 de enero                            | 18:30                                 | La Granja                             | 600                                   |
| Lacturale Orvina         | 3 - 2 | Femesala Elche               | 8 de enero                            | 19:30                                 | Ezkaba                                | 250                                   |
| Valladolid FSF           | 5 - 2 | Cajasur Córdoba              | 9 de enero                            | 12:30                                 | Pilar Fernández Valderrama            |                                       |
| C. Queralt Gironella     | 6 - 0 | Campillos                    | Campillos no se presentó al encuentro | Campillos no se presentó al encuentro | Campillos no se presentó al encuentro | Campillos no se presentó al encuentro |

| Ponte Ourense                | 7 - 1 | Diamante Rioja           | 15 de enero                           | 17:00                                 | Los Remedios                          | 400                                   |
| VP Soto del Real             | 5 - 1 | Ciudad de Alcorcón       | 15 de enero                           | 18:00                                 | Mun. Soto Real                        | 300                                   |
| UCAM Murcia                  | 3 - 3 | Valladolid FSF           | 15 de enero                           | 18:00                                 | Infante                               | 200                                   |
| Atlético Madrid Navalcarnero | 5 - 1 | C. Queralt Gironella     | 15 de enero                           | 18:00                                 | La Estación                           | 200                                   |
| Cajasur Córdoba              | 1 - 4 | Burela FS Pescados Rubén | 15 de enero                           | 18:30                                 | PDM Vista Alegre                      | 200                                   |
| Móstoles Cospusa             | 4 - 3 | Natudelia.com Zaragoza   | 15 de enero                           | 18:30                                 | Villafontana                          |                                       |
| Femesala Elche               | 1 - 1 | Cidade de As Burgas      | 15 de enero                           | 19:00                                 | Esperanza Lag                         | 400                                   |
| Campillos                    | 0 - 7 | Lacturale Orvina         | Campillos se retiró de la competición | Campillos se retiró de la competición | Campillos se retiró de la competición | Campillos se retiró de la competición |

| Diamante Rioja           | 4 - 3 | VP Soto del Real             | 22 de enero                           | 18:00                                 | Pal. Dep. Rioja                       | 200                                   |
| C. Queralt Gironella     | 9 - 5 | Cajasur Córdoba              | 22 de enero                           | 18:30                                 | Mun. Gironella                        | 250                                   |
| Natudelia.com Zaragoza   | 1 - 5 | Ponte Ourense                | 22 de enero                           | 18:30                                 | La Granja                             | 600                                   |
| Lacturale Orvina         | 2 - 6 | Atlético Madrid Navalcarnero | 22 de enero                           | 19:30                                 | Ezkaba                                | 300                                   |
| Burela FS Pescados Rubén | 2 - 0 | UCAM Murcia                  | 22 de enero                           | 20:00                                 | Vista Alegre                          | 350                                   |
| Ciudad de Alcorcón       | 2 - 5 | Femesala Elche               | 22 de enero                           | 20:00                                 | Santo Domingo                         | 150                                   |
| Valladolid FSF           | 0 - 6 | Móstoles Cospusa             | 23 de enero                           | 12:30                                 | Pilar Fdez Valderrama                 | 200                                   |
| Cidade de As Burgas      | 7 - 0 | Campillos                    | Campillos se retiró de la competición | Campillos se retiró de la competición | Campillos se retiró de la competición | Campillos se retiró de la competición |

| Cidade de As Burgas      | 4 - 4  | Atlético Madrid Navalcarnero | 29 de enero                           | 17:00                                 | Los Remedios                          | 300                                   |
| C. Queralt Gironella     | 3 - 5  | UCAM Murcia                  | 29 de enero                           | 18:00                                 | Mun. Gironella                        | 350                                   |
| Burela FS Pescados Rubén | 0 - 0  | Móstoles Cospusa             | 29 de enero                           | 18:30                                 | Vista Alegre                          | 400                                   |
| Femesala Elche           | 6 - 3  | VP Soto del Real             | 29 de enero                           | 18:30                                 | Esperanza Lag                         | 200                                   |
| Lacturale Orvina         | 3 - 4  | Cajasur Córdoba              | 29 de enero                           | 19:30                                 | Ezkaba                                | 300                                   |
| Natudelia.com Zaragoza   | 2 - 5  | Diamante Rioja               | 30 de enero                           | 12:30                                 | La Granja                             | 200                                   |
| Valladolid FSF           | 0 - 11 | Ponte Ourense                | 30 de enero                           | 12:30                                 | Pilar Fdez Valderrama                 | 100                                   |
| Ciudad de Alcorcón       | 7 - 0  | Campillos                    | Campillos se retiró de la competición | Campillos se retiró de la competición | Campillos se retiró de la competición | Campillos se retiró de la competición |

| Diamante Rioja               | 4 - 0 | Valladolid FSF           | 5 de febrero                          | 16:00                                 | Pal. Dep. Rioja                       |                                       |
| Ponte Ourense                | 1 - 1 | Burela FS Pescados Rubén | 5 de febrero                          | 17:00                                 | Los Remedios                          | 600                                   |
| Atlético Madrid Navalcarnero | 4 - 3 | Ciudad de Alcorcón       | 5 de febrero                          | 18:00                                 | La Estación                           | 300                                   |
| Móstoles Cospusa             | 3 - 2 | C. Queralt Gironella     | 5 de febrero                          | 18:30                                 | Villafontana                          | 500                                   |
| Cajasur Córdoba              | 3 - 3 | Cidade de As Burgas      | 5 de febrero                          | 18:30                                 | PDM Vista Alegre                      |                                       |
| VP Soto del Real             | 6 - 5 | Natudelia.com Zaragoza   | 5 de febrero                          | 19:00                                 | Mun. Soto del Real                    | 200                                   |
| UCAM Murcia                  | 7 - 1 | Lacturale Orvina         | 5 de febrero                          | 20:00                                 | Infante                               | 200                                   |
| Campillos                    | 0 - 7 | Femesala Elche           | Campillos se retiró de la competición | Campillos se retiró de la competición | Campillos se retiró de la competición | Campillos se retiró de la competición |

| Cidade de As Burgas      | 2 - 1 | UCAM Murcia                  | 12 de febrero                         | 17:00                                 | Los Remedios                          | 300                                   |
| C. Queralt Gironella     | 0 - 2 | Ponte Ourense                | 12 de febrero                         | 18:00                                 | Mun. Gironella                        | 300                                   |
| Burela FS Pescados Rubén | 1 - 2 | Diamante Rioja               | 12 de febrero                         | 18:30                                 | Vista Alegre                          | 300                                   |
| Femesala Elche           | 3 - 3 | Atlético Madrid Navalcarnero | 12 de febrero                         | 19:00                                 | Esperanza Lag                         | 500                                   |
| Lacturale Orvina         | 0 - 7 | Móstoles Cospusa             | 12 de febrero                         | 19:30                                 | Ezkaba                                | 250                                   |
| Ciudad de Alcorcón       | 5 - 5 | Cajasur Córdoba              | 12 de febrero                         | 20:00                                 | Santo Domingo                         | 200                                   |
| Valladolid FSF           | 1 - 4 | Natudelia.com Zaragoza       | 13 de febrero                         | 12:30                                 | Pilar Fdez Valderrama                 |                                       |
| Campillos                | 0 - 7 | VP Soto del Real             | Campillos se retiró de la competición | Campillos se retiró de la competición | Campillos se retiró de la competición | Campillos se retiró de la competición |

| Ponte Ourense                | 9 - 3 | Lacturale Orvina         | 19 de febrero                         | 17:00                                 | Paco Paz                              | 300                                   |
| VP Soto del Real             | 2 - 1 | Valladolid FSF           | 19 de febrero                         | 18:00                                 | Mun. Soto del Real                    |                                       |
| Natudelia.com Zaragoza       | 3 - 5 | Burela FS Pescados Rubén | 19 de febrero                         | 18:30                                 | La Granja                             |                                       |
| Cajasur Córdoba              | 7 - 2 | Femesala Elche           | 19 de febrero                         | 18:30                                 | PDM Vista Alegre                      | 300                                   |
| Móstoles Cospusa             | 3 - 1 | Cidade de As Burgas      | 19 de febrero                         | 18:30                                 | Villafontana                          | 500                                   |
| UCAM Murcia                  | 3 - 1 | Ciudad de Alcorcón       | 19 de febrero                         | 19:15                                 | Pal. Dep. Murcia                      | 150                                   |
| Diamante Rioja               | 2 - 2 | C. Queralt Gironella     | 20 de febrero                         | 12:00                                 | Pal. Dep. Rioja                       | 150                                   |
| Atlético Madrid Navalcarnero | 7 - 0 | Campillos                | Campillos se retiró de la competición | Campillos se retiró de la competición | Campillos se retiró de la competición | Campillos se retiró de la competición |

| Femesala Elche               | 5 - 1 | UCAM Murcia            | 26 de febrero                         | 16:00                                 | Esperanza Lag                         | 500                                   |
| Cidade de As Burgas          | 0 - 1 | Ponte Ourense          | 26 de febrero                         | 17:00                                 | Los Remedios                          | 800                                   |
| C. Queralt Gironella         | 2 - 3 | Natudelia.com Zaragoza | 26 de febrero                         | 18:00                                 | Mun. Gironella                        | 250                                   |
| Lacturale Orvina             | 1 - 2 | Diamante Rioja         | 26 de febrero                         | 19:30                                 | Ezkaba                                | 400                                   |
| Ciudad de Alcorcón           | 1 - 5 | Móstoles Cospusa       | 26 de febrero                         | 20:00                                 | Santo Domingo                         | 150                                   |
| Burela FS Pescados Rubén     | 2 - 5 | Valladolid FSF         | 27 de febrero                         | 12:30                                 | Vista Alegre                          | 300                                   |
| Atlético Madrid Navalcarnero | 5 - 1 | VP Soto del Real       | 27 de febrero                         | 12:30                                 | La Estación                           | 350                                   |
| Campillos                    | 0 - 7 | Cajasur Córdoba        | Campillos se retiró de la competición | Campillos se retiró de la competición | Campillos se retiró de la competición | Campillos se retiró de la competición |

| Ponte Ourense          | 5 - 1 | Ciudad de Alcorcón           | 12 de marzo                           | 17:00                                 | Los Remedios                          | 400                                   |
| VP Soto del Real       | 3 - 6 | Burela FS Pescados Rubén     | 12 de marzo                           | 18:00                                 | Mun. Soto Real                        | 200                                   |
| Diamante Rioja         | 3 - 3 | Cidade de As Burgas          | 12 de marzo                           | 18:00                                 | Pal. Deportes                         | 200                                   |
| Natudelia.com Zaragoza | 8 - 3 | Lacturale Orvina             | 12 de marzo                           | 18:30                                 | La Granja                             | 400                                   |
| Cajasur Córdoba        | 5 - 4 | Atlético Madrid Navalcarnero | 12 de marzo                           | 18:30                                 | PDM Vista Alegre                      | 300                                   |
| Móstoles Cospusa       | 3 - 1 | Femesala Elche               | 12 de marzo                           | 18:30                                 | Villafontana                          | 600                                   |
| Valladolid FSF         | 1 - 5 | C. Queralt Gironella         | 13 de marzo                           | 12:30                                 | Pilar Fdez Valderrama                 | 100                                   |
| UCAM Murcia            | 7 - 0 | Campillos                    | Campillos se retiró de la competición | Campillos se retiró de la competición | Campillos se retiró de la competición | Campillos se retiró de la competición |

| Cidade de As Burgas          | 5 - 1 | Natudelia.com Zaragoza   | 19 de marzo                           | 17:00                                 | Los Remedios                          | 400                                   |
| Atlético Madrid Navalcarnero | 6 - 1 | UCAM Murcia              | 19 de marzo                           | 17:00                                 | La Estación                           | 200                                   |
| C. Queralt Gironella         | 2 - 2 | Burela FS Pescados Rubén | 19 de marzo                           | 18:00                                 | Mun. Gironella                        | 300                                   |
| Femesala Elche               | 1 - 7 | Ponte Ourense            | 19 de marzo                           | 18:00                                 | Esperanza Lag                         | 400                                   |
| Cajasur Córdoba              | 6 - 0 | VP Soto del Real         | 19 de marzo                           | 18:30                                 | PDM Vista Alegre                      | 200                                   |
| Lacturale Orvina             | 4 - 2 | Valladolid FSF           | 19 de marzo                           | 19:30                                 | Ezkaba                                | 400                                   |
| Ciudad de Alcorcón           | 3 - 6 | Diamante Rioja           | 19 de marzo                           | 20:00                                 | Santo Domingo                         | 100                                   |
| Campillos                    | 0 - 7 | Móstoles Cospusa         | Campillos se retiró de la competición | Campillos se retiró de la competición | Campillos se retiró de la competición | Campillos se retiró de la competición |

| UCAM Murcia              | 3 - 4 | Cajasur Córdoba              | 26 de marzo                           | 17:00                                 | Pal. Dep. Murcia                      | 200                                   |
| VP Soto del Real         | 3 - 6 | C. Queralt Gironella         | 26 de marzo                           | 18:00                                 | Mun. Soto Real                        | 100                                   |
| Diamante Rioja           | 6 - 0 | Femesala Elche               | 26 de marzo                           | 18:00                                 | Pal. Dep. Rioja                       | 200                                   |
| Natudelia.com Zaragoza   | 2 - 1 | Ciudad de Alcorcón           | 26 de marzo                           | 18:30                                 | La Granja                             | 300                                   |
| Burela FS Pescados Rubén | 5 - 0 | Lacturale Orvina             | 26 de marzo                           | 18:30                                 | Vista Alegre                          | 400                                   |
| Valladolid FSF           | 3 - 3 | Cidade de As Burgas          | 27 de marzo                           | 12:30                                 | Pilar Fernández Valderrama            | 100                                   |
| Móstoles Cospusa         | 2 - 2 | Atlético Madrid Navalcarnero | 27 de marzo                           | 12:30                                 | Villafontana                          | 800                                   |
| Ponte Ourense            | 7 - 0 | Campillos                    | Campillos se retiró de la competición | Campillos se retiró de la competición | Campillos se retiró de la competición | Campillos se retiró de la competición |

| Cidade de As Burgas          | 1 - 7 | Burela FS Pescados Rubén | 2 de abril                            | 17:00                                 | Los Remedios                          | 250                                   |
| UCAM Murcia                  | 5 - 2 | VP Soto del Real         | 2 de abril                            | 18:15                                 | Infante Juan Manuel                   | 150                                   |
| Femesala Elche               | 1 - 4 | Natudelia.com Zaragoza   | 2 de abril                            | 18:30                                 | Esperanza Lag                         | 400                                   |
| Cajasur Córdoba              | 8 - 2 | Móstoles Cospusa         | 2 de abril                            | 18:30                                 | PDM Vista Alegre                      | 200                                   |
| Lacturale Orvina             | 1 - 1 | C. Queralt Gironella     | 2 de abril                            | 19:30                                 | Ezkaba                                | 400                                   |
| Ciudad de Alcorcón           | 3 - 2 | Valladolid FSF           | 2 de abril                            | 20:00                                 | Santo Domingo                         | 300                                   |
| Atlético Madrid Navalcarnero | 1 - 4 | Ponte Ourense            | 3 de abril                            | 12:00                                 | La Estación                           | 300                                   |
| Campillos                    | 0 - 7 | Diamante Rioja           | Campillos se retiró de la competición | Campillos se retiró de la competición | Campillos se retiró de la competición | Campillos se retiró de la competición |

| Ponte Ourense            | 3 - 0 | Cajasur Córdoba              | 9 de abril                            | 16:30                                 | Los Remedios                          | 400                                   |
| C. Queralt Gironella     | 4 - 2 | Cidade de As Burgas          | 9 de abril                            | 18:00                                 | Mun. Gironella                        | 300                                   |
| Diamante Rioja           | 3 - 3 | Atlético Madrid Navalcarnero | 9 de abril                            | 18:30                                 | Valdegastea                           | 100                                   |
| Móstoles Cospusa         | 3 - 1 | UCAM Murcia                  | 9 de abril                            | 18:30                                 | Villafontana                          | 200                                   |
| VP Soto del Real         | 1 - 0 | Lacturale Orvina             | 9 de abril                            | 19:15                                 | Mun. Soto Real                        | 200                                   |
| Burela FS Pescados Rubén | 9 - 7 | Ciudad de Alcorcón           | 10 de abril                           | 12:30                                 | Vista Alegre                          |                                       |
| Valladolid FSF           | 2 - 1 | Femesala Elche               | 10 de abril                           | 12:30                                 | Pilar Fernández Valderrama            |                                       |
| Natudelia.com Zaragoza   | 7 - 0 | Campillos                    | Campillos se retiró de la competición | Campillos se retiró de la competición | Campillos se retiró de la competición | Campillos se retiró de la competición |

| Ciudad de Alcorcón           | 0 - 3 | C. Queralt Gironella     | 16 de abril                           | 16:00                                 | Santo Domingo                         | 100                                   |
| Cidade de As Burgas          | 4 - 4 | Lacturale Orvina         | 16 de abril                           | 17:00                                 | Los Remedios                          | 300                                   |
| UCAM Murcia                  | 0 - 3 | Ponte Ourense            | 16 de abril                           | 18:00                                 | Infante Juan Manuel                   | 100                                   |
| Atlético Madrid Navalcarnero | 8 - 2 | Natudelia.com Zaragoza   | 16 de abril                           | 18:00                                 | La Estación                           | 200                                   |
| Femesala Elche               | 1 - 2 | Burela FS Pescados Rubén | 16 de abril                           | 18:30                                 | Esperanza Lag                         | 200                                   |
| Cajasur Córdoba              | 7 - 1 | Diamante Rioja           | 17 de abril                           | 12:00                                 | PDM Vista Alegre                      | 200                                   |
| Móstoles Cospusa             | 4 - 1 | VP Soto del Real         | 17 de abril                           | 12:30                                 | Villafontana                          | 300                                   |
| Campillos                    | 0 - 7 | Valladolid FSF           | Campillos se retiró de la competición | Campillos se retiró de la competición | Campillos se retiró de la competición | Campillos se retiró de la competición |

| Diamante Rioja           | 4 - 3 | UCAM Murcia                  | 30 de abril                           | 17:00                                 | Pal Dep Rioja                         | 200                                   |
| Ponte Ourense            | 4 - 3 | Móstoles Cospusa             | 30 de abril                           | 17:00                                 | Los Remedios                          | 1.000                                 |
| C. Queralt Gironella     | 3 - 1 | Femesala Elche               | 30 de abril                           | 18:00                                 | Mun. Gironella                        | 250                                   |
| Natudelia.com Zaragoza   | 2 - 4 | Cajasur Córdoba              | 30 de abril                           | 18:30                                 | La Granja                             | 200                                   |
| VP Soto del Real         | 6 - 1 | Cidade de As Burgas          | 30 de abril                           | 19:15                                 | Mun. Soto del Real                    | 100                                   |
| Lacturale Orvina         | 5 - 2 | Ciudad de Alcorcón           | 30 de abril                           | 19:30                                 | Ezkaba                                |                                       |
| Valladolid FSF           | 3 - 9 | Atlético Madrid Navalcarnero | 1 de mayo                             | 12:30                                 | Pilar Fernández Valderrama            |                                       |
| Burela FS Pescados Rubén | 7 - 0 | Campillos                    | Campillos se retiró de la competición | Campillos se retiró de la competición | Campillos se retiró de la competición | Campillos se retiró de la competición |

| Cajasur Córdoba              | 9 - 6  | Valladolid FSF           | 14 de mayo                            | 12:00                                 | PDM Vista Alegre                      | 500                                   |
| UCAM Murcia                  | 3 - 3  | Natudelia.com Zaragoza   | 14 de mayo                            | 17:00                                 | Infante Juan Manuel                   | 100                                   |
| Ponte Ourense                | 13 - 0 | VP Soto del Real         | 14 de mayo                            | 17:00                                 | Los Remedios                          |                                       |
| Móstoles Cospusa             | 3 - 5  | Diamante Rioja           | 14 de mayo                            | 18:30                                 | Villafontana                          | 100                                   |
| Femesala Elche               | 1 - 5  | Lacturale Orvina         | 14 de mayo                            | 19:00                                 | Esperanza Lag                         | 400                                   |
| Ciudad de Alcorcón           | 3 - 7  | Cidade de As Burgas      | 14 de mayo                            | 20:00                                 | Santo Domingo                         | 200                                   |
| Atlético Madrid Navalcarnero | 6 - 4  | Burela FS Pescados Rubén | 15 de mayo                            | 13:15                                 | La Estación                           | 200                                   |
| Campillos                    | 0 - 7  | C. Queralt Gironella     | Campillos se retiró de la competición | Campillos se retiró de la competición | Campillos se retiró de la competición | Campillos se retiró de la competición |

| Cidade de As Burgas      | 4 - 1 | Femesala Elche               | 21 de mayo                            | 17:00                                 | Los Remedios                          | 200                                   |
| Ciudad de Alcorcón       | 4 - 5 | VP Soto del Real             | 21 de mayo                            | 18:00                                 | Santo Domingo                         | 150                                   |
| C. Queralt Gironella     | 7 - 5 | Atlético Madrid Navalcarnero | 21 de mayo                            | 18:00                                 | Mun. Gironella                        |                                       |
| Burela FS Pescados Rubén | 2 - 2 | Cajasur Córdoba              | 21 de mayo                            | 18:00                                 | Vista Alegre                          | 350                                   |
| Valladolid FSF           | 1 - 2 | UCAM Murcia                  | 21 de mayo                            | 18:00                                 | Pilar Fernández Valderrama            | 100                                   |
| Natudelia.com Zaragoza   | 5 - 6 | Móstoles Cospusa             | 21 de mayo                            | 18:00                                 | La Granja                             | 200                                   |
| Diamante Rioja           | 0 - 2 | Ponte Ourense                | 21 de mayo                            | 18:00                                 | Pal Dep Rioja                         | 200                                   |
| Lacturale Orvina         | 7 - 0 | Campillos                    | Campillos se retiró de la competición | Campillos se retiró de la competición | Campillos se retiró de la competición | Campillos se retiró de la competición |

| VP Soto del Real             | 3 - 6 | Diamante Rioja           | 28 de mayo                            | 18:00                                 | Mun. Soto Real                        | 100                                   |
| Atlético Madrid Navalcarnero | 3 - 3 | Lacturale Orvina         | 28 de mayo                            | 18:00                                 | La Estación                           |                                       |
| Cajasur Córdoba              | 7 - 1 | C. Queralt Gironella     | 28 de mayo                            | 18:00                                 | PDM Vista Alegre                      | 200                                   |
| UCAM Murcia                  | 3 - 2 | Burela FS Pescados Rubén | 28 de mayo                            | 18:00                                 | Infante                               |                                       |
| Móstoles Cospusa             | 8 - 2 | Valladolid FSF           | 28 de mayo                            | 18:00                                 | Villafontana                          | 50                                    |
| Ponte Ourense                | 4 - 1 | Natudelia.com Zaragoza   | 28 de mayo                            | 18:00                                 | Los Remedios                          | 700                                   |
| Femesala Elche               | 4 - 3 | Ciudad de Alcorcón       | 28 de mayo                            | 18:30                                 | Esperanza Lag                         | 400                                   |
| Campillos                    | 0 - 7 | Cidade de As Burgas      | Campillos se retiró de la competición | Campillos se retiró de la competición | Campillos se retiró de la competición | Campillos se retiró de la competición |

## Estadísticas

### Goleadoras
| Puesto                                                         | Jugadora         | Equipo                | Goles |
| -------------------------------------------------------------- | ---------------- | --------------------- | ----- |
| 1                                                              | Ampi             | Ponte Ourense         | 41    |
| 1                                                              | Dany Domingos    | Cajasur Córdoba       | 41    |
| 3                                                              | Sofía Vieira     | Atlético Navalcarnero | 34    |
| 3                                                              | Noe Reyes        | Cajasur Córdoba       | 26    |
| 5                                                              | Sara Moreno      | Ponte Ourense         | 32    |
| 6                                                              | Bárbara Latorre  | Natudelia Zaragoza    | 26    |
| 6                                                              | Sara Navalón     | Natudelia Zaragoza    | 26    |
| 8                                                              | Peque            | Rioja Diamante        | 25    |
| 8                                                              | Vane Sotelo      | Cidade As Burgas      | 25    |
| 8                                                              | Lucía Nespereira | Burela                | 25    |
| 8                                                              | Rosana Carballés | Burela                | 25    |
| Última actualización: 29 de mayo de 2011. Fuente: RFEF (Actas) |                  |                       |       |